# Sweetheart
Pour le film, voir Sweetheart (film).
Sweetheart est une chanson de Rainy Davis et Pete Warner, qui est extraite du premier album éponyme de Ray Davis, sorti en 1987. La chanson atteint la 24e place au Billboard Hot R&B/Hip-Hop Songs en 1986.
Le titre est également repris par Jermaine Dupri en featuring Mariah Carey pour son premier opus Life In 1472, The Soundtrack, sortit le 21 juillet 1998, puis inclus dans le premier best-of de Mariah Carey Number 1's, sortit le 17 novembre 1998.

## Reprise de Jermaine Dupri et Mariah Carey
Singles de Jermaine Dupri et Mariah Carey
When You Believe
(1998)
Jermaine Dupri et Mariah Carey co-produisent cette version du titre pour le premier album de Jermaine Dupri Life In 1472, The Soundtrack. Ce titre est alors inclus dans le premier best of de Mariah Carey Number 1's, sortis tous deux en 1998.

## Accueil
Aux États-Unis, à cause de la faible diffusion radiophonique, Sweetheart atteint la 25e place du Billboard Bubbling Under Hot 100 Singles.
Cependant, elle atteint le top 20 en Allemagne et en Suisse.

## Vidéoclip
Le vidéoclip est dirigé par Hype Williams. Il a été tourné au Musée Guggenheim d'art moderne et contemporain situé à Bilbao au Pays basque Espagne. Il y démontre Jermaine Dupri et Mariah Carey en train de chanter.

### Formats et pistes
CD single Européen
1. "Sweetheart"
2. "Sweetheart" (The Dance)

CD maxi-single Européen
1. "Sweetheart"
2. "Sweetheart" (The Dance)
3. "Sweetheart" (The Story)
4. "Sweetheart" (Lil Jon Remix)

CD maxi-single Japonais
1. "Sweetheart" (The Story)
2. "Sweetheart"
3. "Sweetheart" (w/o Rap)
4. "Sweetheart" (Lil Jon Remix)
5. "Sweetheart" (The Story Instrumental)

12" Promotionnel
Face A
1. "Sweetheart" (Clean)
2. "Sweetheart" (Instrumental)
3. "Sweetheart" (Acapella)

Face B
1. "Money Ain't A Thang" (Extended LP Remix) (featuring Beenie Man and Jay-Z)
2. "Money Ain't A Thang" (Extended LP Instrumental) (featuring Jay-Z)

## Classement
| Chart (1998)                                  | Peak position |
| --------------------------------------------- | ------------- |
| Pays-Bas Singles Chart                        | 22            |
| Européen Singles Chart                        | 63            |
| Allemagne Singles Chart                       | 15            |
| Suède Singles Chart                           | 44            |
| Suisse Singles Chart                          | 18            |
| U.S. Billboard Bubbling Under Hot 100 Singles | 25            |
| U.S. Billboard R&B/HipHop Airplay             | 45            |